# Чикин, Александр Андреевич
Александр Андреевич Чикин (1865—1924) — русский оптик, художник, путешественник и общественный деятель.

## Биография
Родился в семье богатого курского купца. В 1884 поступил и в 1887 окончил Академию художеств в Санкт-Петербурге. С первого года учёбы подрабатывал иллюстратором в журналах, в том числе в научно-популярном «Вестнике знания». Увлёкся астрономией, приобрёл простую астрономическую трубу, с усовершенствования которой началась его будущая деятельность в области телескопостроения.
В период обучения и позднее много путешествовал по России и за рубежом. В 1886 году побывал в Крыму, в 1887 — посетил Палестину, в 1889 — Кавказ. В 1888 году побывал в Танганьике, на острове Занзибар и в Центральной Африке. А.Чикин и член Русского географического общества П. Е. Щербов стали первыми российскими путешественниками, достигшими подножия самой высокой точки Африки — горы Килиманджаро. В ходе поездки в Африку А. А. Чикин сделал большое количество путевых зарисовок, среди которых не только природные африканские ландшафты, но и много жанровых сцен из жизни коренного населения. В 1889 году он побывал на Кавказе, в 1890 — в Курдистане и Персии, в 1891 — в Лондоне. В качестве корреспондента в 1896 и в 1900 годах Чикин посетил выставки в Нижнем Новгороде и Париже. Во время путешествий вёл путевые дневники, часть которых сохранилась в архиве географического общества. Возвратившись в Россию, зарабатывал на жизнь книжной графикой, с 1899 по 1918 год сотрудничал с типографией Р. Р. Голике в Санкт-Петербурге по выполнению заказов на рекламные плакаты для различных зрелищных представлений, гуляний и театральных представлений.
С 1898 года продолжил занятия астрономией, изучал доступную ему иностранную, преимущественно английскую, и отечественную литературу. Самостоятельно овладев тонкостями техники шлифования и полировки зеркал, в 1911 году изготовил 30-сантиметровое параболическое зеркало для телескопа-рефлектора. Статья А. А. Чикина об этом зеркале была напечатана в 1912 году в журнале «Известия Русского астрономического общества» и затем перепечатана отдельным изданием в 300 экземплярах. В 1915 году на средства Русского общества любителей мироведения опубликовал книгу «Отражательные телескопы. Изготовление рефлекторов доступными для любителей средствами», которая вскоре стала настольной для многих астрономов нашей страны — как любителей, так и профессионалов. Носил неформальный титул «отца любительского телескопостроения» в СССР.
В 1909 году был одним из учредителей и соавтором гимна Русского общества любителей мироведения, в 1912—1924 годах был товарищем (заместителем) председателя совета этого общества профессора А. А. Иванова. Опубликовал много статей по астрономии и оптике в журналах «Природа и люди», «Вестник знания», «Мироведение», предпринял издание серии книг, популяризирующих техническое творчество в области любительской астрономии и оптики, которые выдержали большое количество переизданий в 1920—1930-х годах. С 1919 года до конца жизни работал в Государственном оптическом институте в Ленинграде, где создал школу специалистов в области астрономической оптики. Собственноручно изготовил серию «первоклассных», по выражению А. И. Тудоровского, параболических зеркал. Под его руководством осваивали тонкости изготовления оптических деталей Д. Д. Максутов, Н. Г. Пономарев.
А. А. Чикин был в числе организаторов в мае 1922 года так называемого Оптического кружка, преобразованного позднее в Русское оптическое общество. Сделал на его заседаниях 9 докладов.
Похоронен на Смоленском кладбище в Санкт-Петербурге.

## Публикации
- Чикин А. А. Изготовление зеркала для отражательного телескопа, «Известия Русского астрономического общества», 1912, вып. 17, № 8—9.
- Чикин А. А. Отражательные телескопы. Изготовление рефлекторов доступными для любителей средствами. — Санкт-Петербург: Русское  общество  любителей мироздания, 1915. — 128 с.
- Чикин А. А. Подвижная карта звёздного неба. — Петроград: Артистическое заведение товарищества А. Ф. Маркс, 1919.
- Чикин А. А. Метеорологическая станция любителя. — Петроград: Артистическое заведение товарищества А. Ф. Маркс, 1919.
- Чикин А. А. Астрономическая труба из очковых стёкол. — М., 1924.
- Чикин А. А. Самодельный витаскоп и водяной микроскоп. — Л., 1924.
- Чикин А. А. Водяной двигатель домашнего изготовления. — Л., 1925.